# Letter to the King
Pour plus de détails, voir Fiche technique et Distribution.
Letter to the King (Brev til Kongen) est un film norvégien réalisé par Hisham Zaman, sorti en 2014.

## Synopsis
Cinq réfugiés sont en voyage à Oslo pour une journée.

## Fiche technique
- Titre original : Brev til Kongen
- Titre français : Letter to the King
- Réalisation : Hisham Zaman
- Scénario : Hisham Zaman et Mehmet Aktas
- Photographie : Marius Matzow Gulbrandsen
- Musique : David Reyes
- Pays d'origine : Norvège
- Format : Couleurs - 35 mm
- Genre : drame
- Durée : 75 minutes
- Date de sortie : 2014

## Distribution
- Ali Bag Salimi : Mirza
- Zheer Durhan : Zirek
- Nazmi Kirik : Miro
- Hassan Dimirci : Champion
- Ivan Anderson : Beritan
- Derin Kader : Lorin
- Raouf Saraj : Rebin
- Amin Senatorzade : Akbar
- Catherine Elisabeth Howells : Hilde

## Prix
- 2014 : Dragon du meilleur film nordique au Festival international du film de Göteborg.